# Carrer de Vera (Begur)
El Carrer de Vera és una obra de Begur (Baix Empordà) inclosa a l'Inventari del Patrimoni Arquitectònic de Catalunya.

## Descripció
Carrer que segueix la morfologia de la muntanya (tot pujant molt suaument) i que puja al castell.
D'ell en podem dividir dues parts : la 1ra. i a més propera a la vila, estret i de cases entre mitgeres i d'amplades entre 7-8 metres i que normalment tenen dues obertures per planta (2-3 plantes), situant l'entrada a la PB i els habitatges a dalt. Aquestes cases són totes blanques. Algunes tenen les obertures emmarcades en pedra.
La 2ª part, del carrer és la més propera al castell i són cases aïllades de gent de segona residencia. Aquest costat està obert a mar.
Tot el carrer està amb quitrà i no té voreres.

## Història
Semblen cases que es formessin a manera de raval i que de mica en mica anés creixent amb la indústria del suro (XIX).